# 吉成曜
吉成 曜（よしなり よう、1971年5月6日 - ）は、日本の男性アニメーター、アニメ監督、イラストレーター。東京都出身。トリガー所属。兄は同じくアニメーターの吉成鋼。妻はアニメーションプロデューサーの堤尚子。

## 来歴

### アニメ業界入り、ガイナックスへ
東京デザイナー学院（現：東京ネットウエイブ）在学中から先にアニメーターになっていた兄・吉成鋼の手伝いをするようになり、自然とアニメ業界入りした。1991年発売のOVA『暴走戦国史 スペクター誕生』で自身初の動画・原画を経験。その後も同様の形式で様々な作品に参加する。しかし、そのまま兄の手伝いを続けるのは嫌だったので、きちんと会社に入ろうと決意する。
専門学校卒業後、1992年にマッドハウスに入社。動画マンとしてキャリアをスタートするが、一年も経たないうちに退社し、ガイナックスに移籍する。動画期間3ヶ月を経て、同社で当時制作中であった『蒼きウル』にイメージボード等として参加する。
1995年、『新世紀エヴァンゲリオン』でメカ作画監督や原画を担当。第二話「見知らぬ、天井」では、初号機と使徒との戦闘シーン後半の原画も手がけた。
2000年、『フリクリ』において第1話「フリクリ」の鉄橋上の場面など、難度の高いアクションシーンを担当。監督の鶴巻和哉は、「彼はものすごく能力があるんで、当然のようにできちゃう」と後に語っている。
1990年代半ばからはアニメーターと平行してイラストレーターとしても活動を始め、PlayStation用ソフト『ヴァルキリープロファイル』では、兄の吉成鋼と共同でキャラクターデザインやイラストの仕事も行った。
2007年、『天元突破グレンラガン』にメインスタッフの一人として参加。メカデザインを手がけた他、メインビジュアルなども担当した。同作ではキャラクターが描けないことに不満があったといい、勝手に人の机に置いてあった原画を修正したエピソードなどがある。

### トリガーへ移籍、監督デビュー
2011年、ガイナックスを退社して設立に参加したトリガーに移籍する。
2013年3月、文化庁の若手アニメーター育成プロジェクト『アニメミライ2013』用に企画されたオリジナル短編アニメ『リトルウィッチアカデミア』で初監督を務める。本作では原作・キャラクターデザイン・作画監督も兼任し、『アニメミライ』の本旨でもある若手原画マンの育成にも尽力した。同年4月にYouTubeで英語字幕付き動画が期間限定で無料公開されると、海外ユーザーからも続編を望む多くのコメントが寄せられる。これを受け、同年7月にアメリカ最大のクラウドファンディングサイト「Kickstarter」において世界に向けて続編制作のための出資を募ると、開始5時間で目標金額を達成、1ヶ月後には目標金額の4倍を超える62万5518ドルもの支援が集まった。この資金で制作された続編となる2015年公開の映画『リトルウィッチアカデミア 魔法仕掛けのパレード』でも監督を務める。その後、2017年1月から放送された完全新作のテレビシリーズでも引き続き監督を務めた。
2016年9月8日から10月10日まで、ササユリカフェにおいて「吉成曜展」が開催された。
2020年、自主制作した短編アニメ『手塚キャラ動かしてみました』をアニメスタイルのYouTubeチャンネルで公開。同作は2008から2009年にかけて、投稿サイト「OPEN POST」で発表されたもの。吉成が作画・仕上げ・撮影まで担当して自主制作した無音のショートムービーで、手塚治虫の漫画の登場キャラクターの動きを手塚の絵のタッチを生かして描いている。
2022年8月にNetflixで世界配信されたアニメ『サイバーパンク エッジランナーズ』でキャラクターデザイン・総作画監督を務める。

## 人物
作風
『新世紀エヴァンゲリオン』ではメカ作画監督と原画、『天元突破グレンラガン』ではメカニックデザイン、『リトルウィッチアカデミア』では監督のほかにキャラクターデザインと作画監督など、多くの話題作において、アニメーター、アニメ監督、デザイナー、イラストレーターなど、様々な職種で活躍している。
アニメーターとしては、人物、メカを問わず高いレベルでの作画に定評があり、爆発などのエフェクト作画においても高評価を得ている。『天元突破グレンラガン』において見られる爆発エフェクトは、「吉成爆発」と名づけられた。
作画の特徴としては、アメリカン・コミックスや海外のカートゥーンの要素を取り入れたパーツやライン、それを強調した躍動感のある独特な動きがあり、業界内にもファンが多い。
アニメ監督としては、絵コンテの作業にいちばん時間を使う。制作工程の川上ではなく出口に近いところにいたいので、原画にはなるべく手を入れずに人に任せるというのが自身の中のテーマ。そして最終段階で出来上がったものに手を加えるのが楽しみだという。
自分で絵を描くのをやめた代わりにそのイメージをどう実現するかについては、将来的には今石洋之のようにCGIに置き換えることを考えているという。
監督作品のカラーについては、なるべく自分の色は薄くしていきたいという気持ちがある。自分発出のものだけをやって行くと最終的にはネタ切れになるので、自分より良いものや違うものを描ける人に頼んだ方が良いと考えており、監督の仕事ではそこでどんな人を揃えられるかというスタッフワークの方が大事だと思っている。
影響
影響を受けたものとして神江里見が作画を担当した漫画『弐十手物語』を挙げ、"自分にとって画の基本になった作品"だと語っている。
好きな作家として、絵画ではエゴン・シーレ、アメコミではマイク・ミニョーラ、カートゥーンではゲンディ・タルタコフスキー、クレイグ・マクラッケン、ローレン・ファウストを挙げている。
カートゥーンアニメのファンでもあり、コンセプトアートや美術設定を担当した『パンティ&ストッキングwithガーターベルト』ではその影響を活かした作品となっている。
手塚治虫作品のファン。子供の頃から読んでいるが、プロになってからはストーリーだけでなくその絵の魅力が大きかったことに気づき、現在は「絵が好き」という部分が大きいという。手塚の絵の雰囲気は現在のアニメに失われつつあるので、やり方によっては上手く使えるのではないかと考えて自主制作作品を作ったりしている。
宮崎駿のファン。漫画版『風の谷のナウシカ』を読んで、それまでは大塚康生、小田部羊一、高畑勲などの東映アニメーションの流れを汲むアニメ作家たちの中の一人という程度の認識だったのが、この作品でその才能に気付いたという。
富野由悠季の『機動戦士ガンダム』を見て、アニメーションの制作者を意識するようになった。本放送の時は小学校低学年できちんと見ていなかったが、その後、兄の勧めで見た『伝説巨神イデオン』で富野作品のファンになり、さかのぼって観て行くうちに『ガンダム』に出会った。改めて見直してみると、表層に見えているものだけではない劇中では描かれていない歴史や設定などを感じ取り、作品世界に他のアニメにはない奥行きを感じて衝撃を受けたという。
作画に関しては、最初に惹かれたのはアニメーターの山下将仁。『うる星やつら』のテレビシリーズを見て作画に興味を持ち、その中で目立っていた山下の存在を認識して彼を中心に作品を追いかけるようになった。そしてその山下と同じスタジオ（スタジオNo.1）に所属し、彼に多大な影響を与えた金田伊功などにも興味を持った。
逸話
アメリカ取材旅行の帰りの飛行機で、機内が暗くなりみんなが寝静まったところで突然頭上の明かりを付けて原画を描き始めたことがある。

## 主な参加作品

### テレビアニメ
1993年
- 機動戦士Vガンダム（原画（35話・39話・44話・51話））

1994年
- メタルファイター♥MIKU（原画（13話））
- 美少女戦士セーラームーンS（原画（99話・103話））

1995年
- NINKU -忍空-（原画（22話））
- 新世紀エヴァンゲリオン（メカ作監（16話※ノンクレジット・22話・23話ビデオフォーマット版）、原画（1話・2話・3話・8話・12話・16話・18話・22話ビデオフォーマット版・24話・25話・26話））

1997年
- 少女革命ウテナ（原画（20話・21話）、OP作画）
- バトルアスリーテス大運動会（原画（21話））

1999年
- メダロット（原画（1話・26話））
- 彼氏彼女の事情（原画（16話・25話））
- 宇宙海賊ミトの大冒険（原画（10話））

2001年
- サイボーグ009 THE CYBORG SOLDIER（原画（31話・46話））
- まほろまてぃっく（原画（1話・4話・9話・11話））

2002年
- アベノ橋魔法☆商店街（原画（3話・12話））
- ぷちぷり*ユーシィ（原画（7話・23話））
- まほろまてぃっく〜もっと美しいもの〜（作監協力（11話）、原画（OP・1話・10話・13話））

2003年
- まほろまてぃっく夏のTVスペシャル（原画）
- ポポロクロイス（原画（6話））

2004年
- 忘却の旋律（メカニックデザイン、原画（1話））
- この醜くも美しい世界（モンスターデザイン、原画（7話・8話・12話））
- 鉄人28号（原画（3話））
- 月詠（原画（25話））※ノンクレジット

2005年
- ぱにぽにだっしゅ!（原画（OP））
- IGPX（原画（13話））

2007年
- ネギま!?（原画（OP））※ノンクレジット
- 天元突破グレンラガン（メカニックデザイン、原画（1話・4話・8話・11話・14話・15話・27話））

2008年
- 屍姫 赫（原画（OP））

2009年
- まりあ†ほりっく（原画（OP））※ノンクレジット
- ヤッターマン（原画（54話））
- WHITE ALBUM（EDアニメーション（7～13話）、次回予告（15話・17話・19話・21話））
- まほろまてぃっく特別編 ただいま◆おかえり（ゲストメカデザイン、原画（後編））

2010年
- HEROMAN（原画（16話））
- パンティ&ストッキングwithガーターベルト（コンセプトアート、美術設定、設定/絵コンテ/演出/作画監督/原画（23話）、原画（1話・11話））

2011年
- ダンタリアンの書架（原画（1話））
- THE IDOLM@STER (アニメ)（原画（25話））※ノンクレジット

2013年
- キルラキル（セットデザイン、絵コンテ/レイアウト/原画（OP）、絵コンテ（24話）、作画監督補佐（15話）、原画（4話・11話・14話・23話・24話・25話）、第二原画（15話））

2014年
- 異能バトルは日常系のなかで（原画（OP））
- 寄生獣 セイの格率（原画（1話））

2016年
- 宇宙パトロールルル子（エフェクトアーティスト）

2017年
- リトルウィッチアカデミア（原作、監督、キャラクター原案、絵コンテ（1話））

2019年
- マナリアフレンズ（エンドイラスト（5話））

2020年
- BNA ビー・エヌ・エー（監督、絵コンテ（1話・12話）、原画（12話））

2025年
- New PANTY & STOCKING with GARTERBELT（スペシャルスペシャリスト）

### 劇場アニメ
制作中止
- 蒼きウル（イメージボード）

1994年
- 餓狼伝説 -THE MOTION PICTURE-（原画）

1997年
- 新世紀エヴァンゲリオン劇場版 Air/まごころを、君に（作画監督補佐(26話)、原画(25話、26話)）

2000年
- 人狼 JIN-ROH（原画）

2004年
- DEAD LEAVES（原画）

2005年
- ONE PIECE THE MOVIE オマツリ男爵と秘密の島（原画）

2008年
- 劇場版 天元突破グレンラガン 紅蓮編（メカニックデザイン、原画）

2009年
- 劇場版 天元突破グレンラガン 螺巌編（メカニックデザイン、原画）
- ヱヴァンゲリヲン新劇場版:破 （原画）

2011年
- 劇場版ポケットモンスター ベストウイッシュ ビクティニと黒き英雄 ゼクロム・白き英雄 レシラム （原画）

2012年
- ももへの手紙（原画）

2013年
- マスエフェクト 失われたパラゴン（クリーチャーデザイン、武器＆プロップデザイン、作画監督、原画）
- リトル ウィッチ アカデミア（原案、監督、キャラクターデザイン、作画監督）
- SHORT PEACE 「GAMBO」（作画）

2015年
- リトル ウィッチ アカデミア  魔法仕掛けのパレード（原案、 監督、キャラクターデザイン、絵コンテ、原画）

2016年
- 傷物語〈I 鉄血篇〉（原画）

2017年
- 傷物語〈III 冷血篇〉（原画）

2019年
- プロメア（原画、絵コンテ）

2021年
- シン・エヴァンゲリオン劇場版（原画）

2023年
- アリスとテレスのまぼろし工場（原画）

### OVA
- 暴走戦国史 スペクター誕生（1991年）原画
- 東京BABYLON（1992年）動画（1話）
- 超時空要塞マクロスII -LOVERS AGAIN-（1992年）動画
- Green Legend 乱（1992年）動画（2話・3話）
- 機神兵団（1992年）動画（1話）
- BASTARD!! -暗黒の破壊神-（1992年）動画（4話）
- 超時空世紀オーガス02（1993年）設定協力（5話・6話）、原画（2話・3話・6話）
- クローズ （1994年）原画
- 新破裏拳ポリマー（1996年）原画（1話）
- 超人学園ゴウカイザー THE VOLTAGE FIGHTERS（1996年）原画（1話・3話）
- MAZE☆爆熱時空（1996年）クリーチャーデザイン、原画（2話）
- 超機動伝説ダイナギガ（1998年）原画（OP）
- フリクリ（2000年）絵コンテ（1話）、設定（1話・3話）、原画（1話・3話・4話・5話）
- ねこぢる草（2001年）原画
- TRAVA FIST PLANET episode1（2002年）原画（2話）
- Re:キューティーハニー（2004年）原画（天の巻）
- トップをねらえ2!（2004年）原画（1話・2話・3話・4話・5話）

### Webアニメ
2022年
- サイバーパンク エッジランナーズ（キャラクターデザイン）

### ゲーム
- ゲッツェンディーナー（1994年）ビジュアルシーン原画、モンスターデザイン
- 新世紀エヴァンゲリオン 鋼鉄のガールフレンド（1997年）原画
- 攻殻機動隊 GHOST IN THE SHELL（1997年）原画
- 新世紀エヴァンゲリオン エヴァと愉快な仲間たち（1998年）原画
- 魔法少女プリティサミー  ハートのきもち（1998年）原画
- テイルズ オブ ファンタジア（1998年）イベントムービー作画監督、原画
- ヴァルキリープロファイル（1999年）キャラクターデザイン ※吉成鋼と共同
- サーヴィランス 監視者（2002年）原画
- NAMCO x CAPCOM（2005年）原画（OP）
- 秋色恋華（2005年）原画（OP）
- グランディアIII（2005年）キャラクターデザイン
- ヴァルキリープロファイル2 シルメリア（2006年）キャラクターデザイン ※吉成鋼と共同
- マブラヴ オルタネイティヴ （2006年）原画
- テイルズ オブ シンフォニア -ラタトスクの騎士-（2008年）原画（OP）
- ヴァルキリープロファイル 咎を背負う者（2008年）キャラクターデザイン ※吉成鋼と共同

### PV
- アニメ店長（2002年）原画
- ユニバース（2007年）原画
- グレパラ GURREN LAGANN PARALLEL WORKS「お前ら全員燃えてしまえっ!!!」（2008年）企画、演出、絵コンテ、作画監督、原画
- グレパラ GURREN LAGANN PARALLEL WORKS「キタンゼロ」（2010年）原画

## 出版物

### 画集
- 「吉成曜画集 イラストレーション編」（株式会社スタイル、2015年9月25日発売）ISBN 978-4-90-294816-5
- 「吉成曜画集 ラクガキ編」（株式会社スタイル、2016年9月26日発売）ISBN 978-4-90-294819-6[31]
- 「吉成曜画集 ラクガキ編[手塚治虫キャラクター]（BD付き）」（株式会社スタイル、2017年4月20日発売）ISBN 978-4-90-294822-6
- 「吉成曜画集 ラクガキ編[手塚治虫キャラクター]（普及版）」（株式会社スタイル、2020年6月26日発売）ISBN 978-4-90-294835-6

### カバーイラスト・挿絵
- 細江ひろみ・著、吉成曜・イラスト『小説グランディアIII』（スクウェア・エニックス、2005年9月30日発売）
- エミリー・ロッダ・作、岡田好惠・訳、吉成曜・イラスト『デルトラ・クエスト』全8巻（岩崎書店フォア文庫、2014-2017年）

### 原作・原案
- 藤原ゆか・著、吉成曜・原案『リトルウィッチアカデミア 月夜の王冠』（集英社りぼんマスコットコミックス、2016年2月25日発売）ISBN 978-4-08-867407-0